# Monte Calvario (telenovela)
Monte Calvario es una telenovela mexicana que se transmitió por El Canal de las Estrellas de la cadena Televisa del 17 de marzo al 10 de octubre de 1986. 
La telenovela fue una producción de Valentín Pimstein, protagonizada por Edith González y Arturo Peniche y con las participaciones antagónicas de José Alonso, Úrsula Prats, Consuelo Frank y Juan Carlos Serrán.

## Sinopsis
Ana Rosa es una joven estudiante que es obligada por su cruel abuela Rosario a casarse con el temido y orgulloso Octavio Montero, un hombre muy rico que puede sacarla a ella y a su familia de la ruina y que además siente una desmedida obsesión por ella. Durante una discusión con Ana Rosa, Octavio sufre un accidente y queda paralítico, lo que agria más su carácter. 
Ana Rosa se va a vivir a la finca de Octavio, llamada Monte Calvario, donde también vive Olivia, su frívola y envidiosa hermana. Al estar casada con Octavio, Ana Rosa vive un infierno, pues tiene que soportar el profundo odio que siente Olivia hacia ella. Además, Octavio, aún atado a una silla de ruedas, desquita su amargura con ella, maltratándola y haciéndole la vida imposible.
Un día Ana Rosa, completamente desesperada, trata de suicidarse arrojándose a un río, pero la salva el apuesto Dr. Gustavo Seckerman y ambos inmediatamente se enamoran. Ana Rosa le oculta su verdadera identidad y pasan varios días disfrutando de su amor. Ella sabe que su relación con él es imposible, por lo que regresa a Monte Calvario sin despedirse de Gustavo. Meses después, el destino lleva al joven doctor a la finca donde vive Ana Rosa, pues ha sido contratado por Octavio para que lo cure su invalidez. 
Al conocerse, Olivia se encapricha con Gustavo y cuando descubre que él y Ana Rosa tuvieron una relación, decide guardar silencio para seducirlo libremente. Octavio finalmente descubre la relación que tienen Ana Rosa y Gustavo y está dispuesto a matarlo, pero Ana Rosa se sacrifica por su amado, impidiendo que Octavio cumpla su amenaza.
Ana Rosa se distancia de Gustavo, para luego descubrir que está embarazada de él. Intenta hacérselo saber, pero las circunstancias e intrigas que se interponen en el camino de ambos se lo impide. Meses después, Ana Rosa da a luz a su hijo, auxiliada por Olivia, quien aprovecha la situación para robar al bebé y hacerlo pasar como suyo. 
Aquí comienza el verdadero calvario para Ana Rosa, pues nadie cree que tuvo un hijo. Finalmente Ana Rosa y Gustavo, ¿podrán contra la maldad del tirano y ruin Octavio Montero?

## Elenco
- Edith González - Ana Rosa Ponce De León Montalbán de Montero
- Arturo Peniche - Dr. Gustavo Seckerman
- José Alonso - Octavio Montero Narváez
- Úrsula Prats - Olivia Montero Narváez De Seckerman
- Aurora Molina - Chana
- René Muñoz - Padre Javier
- Alfonso Iturralde - Roberto #1
- Odiseo Bichir - Roberto Ponce de León Montalbán
- Lili Inclán - Fátima
- Consuelo Frank - Rosario Valverde vda. de Montalbán
- Javier Herranz - Carlos
- Julia Marichal - Matilde
- María Idalia - La Loca / Ana Teresa
- Alejandro Landero - Margarito
- Lizzeta Romo - Elisa
- Juan Carlos Serrán - Juan Camacho
- Silvia Suárez - Mercedes Seckerman
- Raquel Parot - Madre Directora
- Rosa María Bianchi - Esther
- Leticia Calderón - Tere
- Ricardo Cervantes - Inspector
- Alejandro Tommasi - Caleta Montero
- Patricia Dávalos - Mamá
- Omar Fierro - Román
- Armando Franco - Jaime
- Pedro Geraldo - Graciano
- Antonio González - Juez
- Christopher Lago - Marito
- Dalilah Polanco - Chole
- Rodolfo Lago - Fermín
- Ismael Larumbe - Médico
- David Rencoret - Felipe
- Armando Palomo - Julio
- Aurora Clavel - Fernanda
- Liliana Weimer - Susanna
- Pedro Damián - Alfonso
- Jorge Lavat - Armando Montero
- Armando Calvo - Antonio
- Gerardo Klein - Gerardo
- Stella Inda
- Héctor Catalán - Bernardo
- Lei Quintana - Juliana
- Ernesto del Castillo
- Bertha Cervera - Martilia
- Javier Díaz Dueñas
- Jaime Lozano
- Patricia Myers
- Denise Rendón
- Alonso Sandoval - Gustavito Seckerman
- Juan Verduzco - Médico
- Eduardo Díaz Reyna - Comisario
- Macario Álvarez - Agente

## Premios y nominaciones

### Premios TVyNovelas 1987
| Categoría                  | Nominado(a)       | Resultado |
| -------------------------- | ----------------- | --------- |
| Mejor telenovela           | Valentín Pimstein | Nominado  |
| Mejor actriz protagónica   | Edith González    | Nominada  |
| Mejor villana              | Úrsula Prats      | Nominada  |
| Mejor villano              | José Alonso       | Nominado  |
| Mejor revelación masculina | Odiseo Bichir     | Nominado  |